# Edward Lucas
Edward Lucas (né le 3 mai 1962) est un écrivain britannique et spécialiste de la sécurité.

## Carrière
Edward Lucas est chercheur principal non résident au Centre d'analyse des politiques européennes. Jusqu'en 2018, il était rédacteur en chef de The Economist. Il écrit une chronique pour The Times et écrit occasionnellement pour le Daily Mail. Il a édité le magazine Standpoint de septembre 2019 à mars 2020. Il a par ailleurs couvert les affaires d'Europe centrale et orientale depuis 1986, écrivant, diffusant et parlant sur la politique, l'économie et la sécurité de la région.
En septembre 2021, il a été sélectionné comme candidat parlementaire libéral démocrate pour la circonscription des villes de Londres et de Westminster lors des prochaines élections générales, qui devraient avoir lieu en 2024.

## Vie privée
La seconde épouse de Lucas est la chroniqueuse Cristina Odone (en), avec qui il a un enfant ; il a eu deux enfants avec sa première femme Claudia, qui est allemande. Il habite à Londres. Son père était le philosophe d'Oxford John Lucas.
Le 1er décembre 2014, il est devenu le premier e-résident d'Estonie.